# Christina Novelli
Christina Novelli, född 27 november 1985 i Southampton, England, är en brittisk diskjockey, sångerska och låtskrivare inom främst musikgenren trance. Hon har samarbetat med DJ och musikproducenterna Gareth Emery, Armin Van Buuren och  Dash Berlin.
Hon är dotter till Jean-Christophe Novelli, en fransk flerfaldigt Michelin- och 5AA Rosette-belönad kock som driver restauranger runt om i världen.